# Белка (Овручский район)
Белка (укр. Білка) — село на Украине, находится в Овручском районе Житомирской области.
Код КОАТУУ — 1824288202. Население по переписи 2001 года составляет 476 человек. Почтовый индекс — 11142. Телефонный код — 4148. Занимает площадь 1,055 км².

## Адрес местного совета
11141, Житомирская область, Овручский р-н, с. Черевки